# Пайса
Пайса, пайс (гуджарати પૈસા, урду پیسہ, гінді पैसा, англ. paisa) — розмінна монета в Індії, Пакистані, Непалі та Банґладеш (до 1974 року — в Бутані). Є сотою частиною рупії; в Банґладеш — пойша — сота частина таки (з 1972 року). До введення в 1950 році десяткової системи пайса становила 1⁄64 частина рупії.
Пойша (бенг. পয়সা, англ. poisha) є лінгвістичним варіантом назви пайсу. Випускають у вигляді монет з 1973 року.